# Saque do Recife
O Saque do Recife, episódio também conhecido como Expedição de James Lancaster em 1595 e Expedição Pernambucana de Lancaster, refere-se a uma expedição militar inglesa ocorrida em abril de 1595, durante a Guerra Anglo-Espanhola, cujo objetivo foi o saque do porto do Recife, nas adjacências de Olinda, em Pernambuco, Brasil Colônia, que à época fazia parte da União Ibérica. Liderada pelo almirante inglês James Lancaster, foi a única expedição de corso da Inglaterra que teve como objetivo principal o Brasil, e representou o mais rico butim da história da navegação de corso do período elisabetano.
A expedição navegou através do Atlântico capturando numerosos navios antes de chegar ao seu destino, Pernambuco, a mais rica capitania do Brasil Colônia. Lancaster tomou o porto do Recife e nele permaneceu por quase um mês, derrotando uma série de contra-ataques portugueses antes de sair. O montante de açúcar, pau-brasil, algodão e mercadorias de alto preço saqueado foi robusto, obrigando-o a fretar navios holandeses e franceses que lá estavam para levar as mercadorias para a Inglaterra, tornando a expedição um absoluto sucesso militar e financeiro.

## Antecedentes
A União Ibérica, união dinástica entre as monarquias de Portugal e da Espanha, converteu o Brasil em alvo de potências europeias que eram amigas de Portugal mas inimigas da Espanha, como a Inglaterra e a Holanda. A Capitania de Pernambuco, mais rica de todas as possessões portuguesas, se tornou então uma região cobiçada.
Poucos anos após derrotarem a Invencível Armada espanhola, em 1588, os ingleses tiveram acesso a manuscritos portugueses e espanhóis que detalhavam a costa do Brasil. Um deles, de autoria do mercador português Lopes Vaz, veio a ser publicado em inglês e enfatizava as qualidades da rica vila de Olinda ao dizer que "Pernambuco é a mais importante cidade de toda aquela costa". A opulência pernambucana impressionara o padre Fernão Cardim, que surpreendeu-se com "as fazendas maiores e mais ricas que as da Bahia, os banquetes de extraordinárias iguarias, os leitos de damasco carmesim, franjados de ouro e as ricas colchas da Índia", e resumiu suas impressões numa frase antológica: "Enfim, em Pernambuco acha-se mais vaidade que em Lisboa". Logo a capitania seria vista pelos ingleses como um "macio e suculento" pedaço do Império de Filipe II.

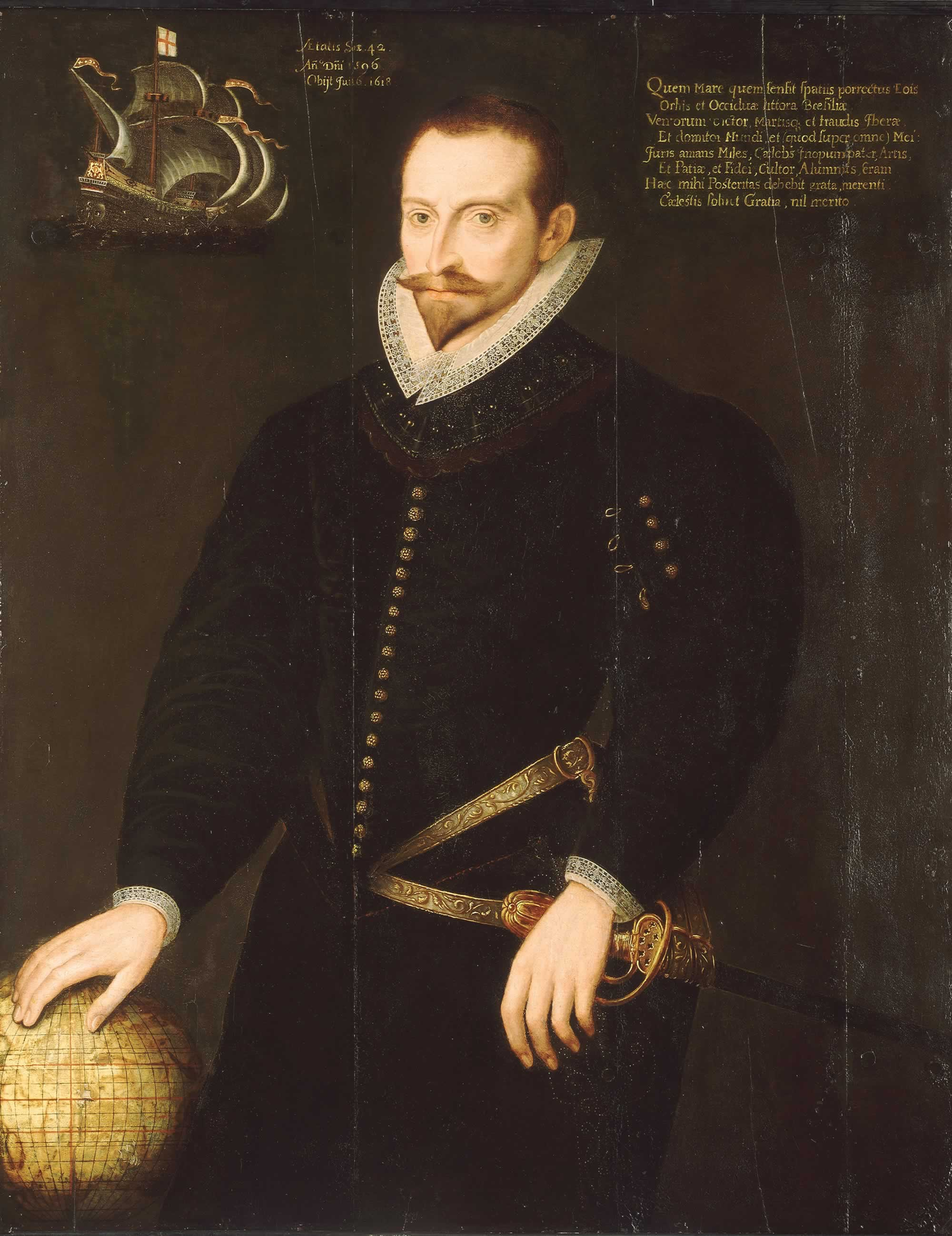
O célebre corsário inglês James Lancaster arrebatou no Recife o mais rico butim da história da navegação de corso da Inglaterra elisabetana, durante a Guerra Anglo-Espanhola.

Antes do Saque do Recife, ocorrido em 1595, a Capitania de Pernambuco já estava nos planos de James Lancaster: em sua primeira viagem ao Oriente, o comandante havia tentado seguir para Pernambuco, durante o percurso de volta para a Inglaterra, mas sua tripulação, doente e amotinada, recusou-se a atender seu desejo. Isso indica que Lancaster tinha informações seguras sobre o local e avaliava positivamente as chances de uma incursão militar de assalto e saque naquelas paragens. Havia, na verdade, certa familiaridade entre os navegadores ingleses e a capitania, pois desde o início da União Ibérica, as naus que saíam regularmente de Pernambuco com destino a Lisboa e seus ricos carregamentos de açúcar, a mercadoria mais valorizada das Índias Ocidentais, caíam frequentemente nas mãos dos corsários ingleses. Os Brazilmen, como costumavam ser chamados esses navios, eram uma das presas mais comuns no Atlântico Norte.

## A expedição
A expedição de James Lancaster saiu de Blackwall, na Grande Londres, em outubro de 1594, e navegou através do Atlântico capturando e incorporando numerosos navios portugueses e espanhóis à sua frota, com vistas a poder embarcar parte da mercadoria que pretendia saquear em Pernambuco.
Em Cabo Branco, na Mauritânia, Lancaster teria uma feliz notícia. Conforme registra o autor anônimo do relato publicado em The Principal Navigations, o corsário obteve uma informação que aguçaria ainda mais seu apetite e sua determinação em rumar para o Recife: "Nesse lugar, ele soube, por um dos pilotos desses navios, que um dos galeões que vinham das Índias Orientais naufragara em Pernambuco, tendo toda a sua mercadoria sido armazenada no Arrecife, que é a cidade baixa. Todos nos alegramos com estas notícias, e muito comemoramos, pois nossas esperanças eram as melhores tendo um tal butim diante de nós". Capturar uma nau da Índia, as desejadas Indiamen, era muito mais difícil do que tomar e saquear uma nau do Brasil, e a enorme nau São Pedro, que se desgarrara da armada composta de cinco navios e viera a encalhar na costa da Capitania de Pernambuco, estava superlotada, carregada das mais valiosas mercadorias: perfumes, especiarias, drogas, preciosos tecidos indianos, tapetes, sedas, rubis, esmeraldas, diamantes, ouro e uma série de outros produtos orientais. Todo o carregamento da nau encalhada foi transportado para os armazéns do porto do Recife, e, ciente disso, Filipe II fizera uma provisão em junho de 1595 para Manuel Mascarenhas Homem (capitão-mor de Pernambuco entre 1596 e 1603) comandar uma frota de urcas com destino a Pernambuco, para resgatar e levar para Lisboa a rica carga — a essa altura, no entanto, os ingleses pouco haviam deixado nos armazéns do Recife.

### Saque do Recife

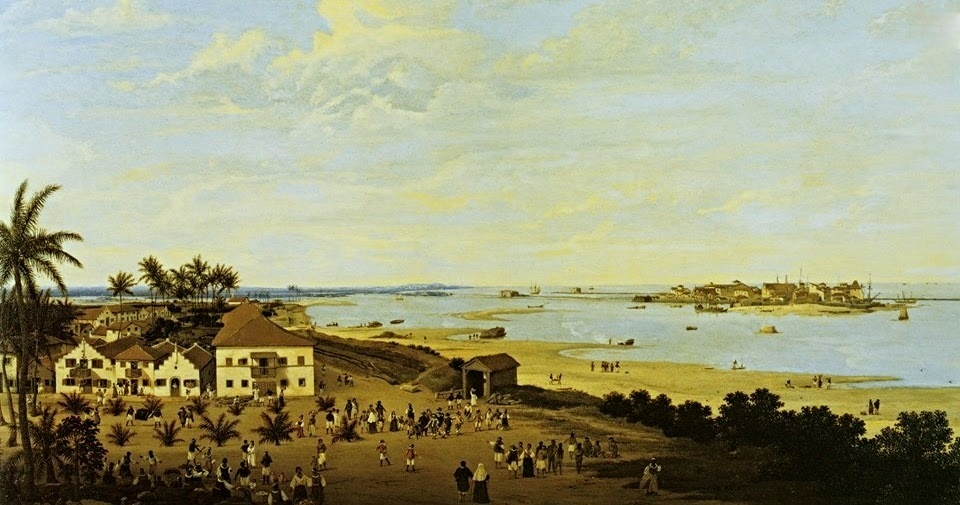
Bairro do Recife ao longe, visto da Ilha de Antônio Vaz.

Da Ilha do Maio, no Cabo Verde, última parada antes de seu destino, a frota de pelo menos quinze embarcações zarpou em direção à Capitania de Pernambuco em busca do açúcar do Recife e das mercadorias da nau da Índia. Ao chegar, Lancaster confrontou a resistência local, mas se deparou na entrada do porto com três urcas holandesas, das quais esperava uma reação negativa, o que não aconteceu: os antes pacíficos holandeses levantaram âncora e deixaram o caminho livre para a invasão inglesa, e além de não terem oposto resistência à ação, terminaram por se associar aos ingleses, fretando seus navios para o transporte dos bens subtraídos em Pernambuco. Lancaster então tomou o Recife e nele permaneceu por quase um mês, espaço de tempo no qual se associou aos franceses que chegaram no porto e derrotou uma série de contra-ataques portugueses.

## Resultado e consequências
A frota liderada por Lancaster saiu do porto do Recife com um montante robusto de açúcar, pau-brasil, algodão e mercadorias de alto preço. Dos navios que partiram do porto, apenas uma pequena nau não chegou ao seu destino. O lucro dos investidores, entre eles Thomas Cordell, então prefeito de Londres, e o vereador da cidade de Londres John Watts, foi assombroso, estimado em mais de 51 mil libras esterlinas. Do total, 6 100 libras ficaram com Lancaster e 3 050 foram para a Rainha. Com tal desfecho, a expedição foi considerada um absoluto sucesso militar e financeiro.
O Rei Filipe II, ao saber do Saque do Recife e de outros dois ataques ingleses, em Trinidad e Caracas, não se omitiu: no dia 13 de agosto do mesmo ano a Espanha atacou o condado da Cornualha, no episódio conhecido como "Batalha da Cornualha", em retaliação.
Após a visita de Lancaster, a Capitania de Pernambuco organizou duas companhias armadas para a defesa da região, cada uma delas com 220 mosqueteiros e arcabuzeiros, uma sediada em Olinda e outra no Recife. Anos depois, até meados de 1626, o então governador Matias de Albuquerque procurou estabelecer posições fortificadas no porto do Recife a fim de que se pudesse dissuadir a Companhia Holandesa das Índias Ocidentais da ideia empreendida na Bahia em 1624. Os investimentos, no entanto, não foram suficientes: a nova e poderosa esquadra da Holanda investiu sobre a Capitania de Pernambuco em 1630, e a conquistou, estabelecendo nela a colônia Nova Holanda, que durou vinte e quatro anos.